# Pavla Kytlicová
Pavla Kytlicová (8. dubna 1874 Vídeň – 29. ledna 1932 Tasov) byla česká spisovatelka a vydavatelka děl Jakuba Demla.

## Život
Narodila je jako Pavla Balíková úředníku Janu Balíkovi (původem z Benešova) a jeho manželce Aloisii (původem z Kolína) jako jedno ze čtyř dětí ve Vídni, kde prožila své dětství. V roce 1903 se provdala za kroměřížského lékaře Vladimíra Kytlicu. Když byl její muž na povinné vojenské službě, bydlila v Kohoutovicích, avšak kvůli strachu se jí v bytě nelíbilo. Manželství nebylo šťastné a manželé se v roce 1918 rozešli.

### S Jakubem Demlem
Kytlicová se setkala s Jakubem Demlem ještě před rozvodem na brněnském nádraží. V té době trpěla tuberkulózou plic a páteře. Po rozvodu s Vladimírem Kytlicou se s Demlem a jeho sestrou usadila v Topoľčiankách na Slovensku.
Po neshodách s místním obyvatelstvem se Deml s Kytlicovou a svou sestrou odstěhoval nejprve do Vrchbělé, pak do Tasova. Kytlicová v roce 1919 začala poprvé psát – napsala v tomto roce knihu O dětech, o zvířátkách a o jiných věcech.
Kytlicová je pohřbena v Tasově, kde zemřela. Vedle ní je pohřben Deml, který si nechal hrobku postavit Jaroslavem Krulou.

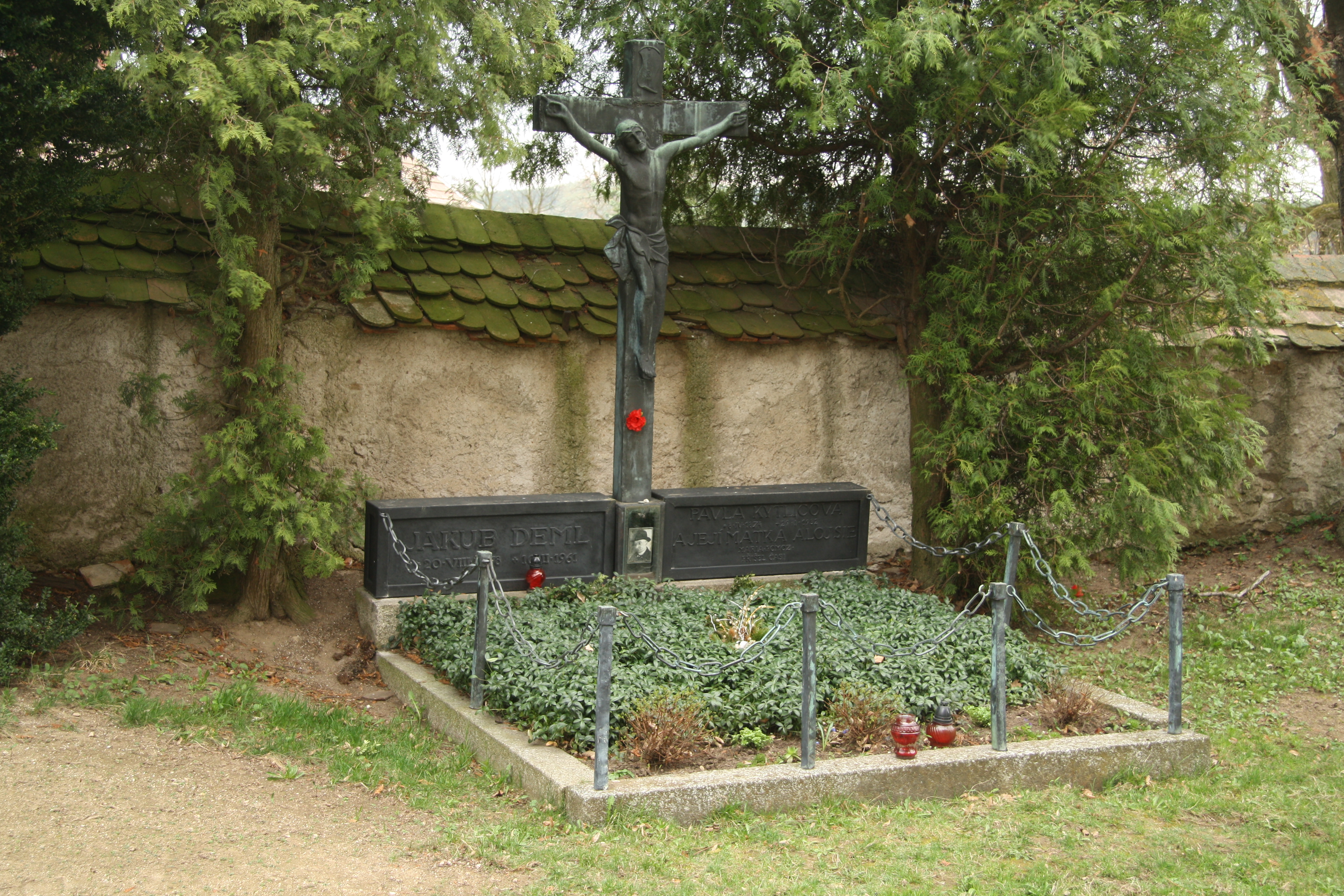
Hrob Jakuba Demla a Pavly Kytlicové v areálu tasovského kostela

## Dílo
- Rodiče a děti – vlastním nákladem, 1927
- Rodiče a děti II. díl – Tasov, 1931